# Суходолівське нафтогазоконденсатне родовище
Суходолівське нафтогазоконденсатне родовище — належить до Руденківсько-Пролетарського нафтогазоносного району Східного нафтогазоносного регіону України.

## Опис
Розташоване в Полтавській області на відстані 15 км від смт Машівка.
Знаходиться в центральній частині приосьової зони Дніпровсько-Донецької западини.
Структура виявлена в 1968 р. У кам'яновугільному комплексі вона являє собою складку північно-західного простягання. Розміри підняття в башкирському ярусі 2,7х2,0 м, амплітуда понад 250 м. У 1971 р. з серпуховських та башкирських відкладів з інт. 3433-3588 м отримано фонтан газу дебітом 207 тис. м³ та конденсату 34,7 т на добу через діафрагму діаметром 8 мм.
Поклади пластові, склепінчасті, тектонічно екрановані та літологічно обмежені.
Експлуатується з 1972 р. Режим нафтових покладів — розчиненого газу та газової шапки, газових — газовий. Запаси початкові видобувні категорій А+В+С1: нафти — 375 тис. т; розчиненого газу — 62 млн. м3; газу — 5309 млн. м3; конденсату — 327 тис. т. Густина дегазованої нафти 683—844 кг/м3. Вміст сірки у нафті 0,02-0,04 мас.%.